# Zatłaczanie głębinowe
Zatłaczanie głębinowe – forma składowania odpadów, w tym zwłaszcza odpadów niebezpiecznych.
Metoda polega na drążeniu głębokich (1200-1600 metrów i więcej) odwiertów, do których pod ciśnieniem tłoczone są w cieczy odpady, kierowane do warstw chłonnych o znikomej wartości surowcowej. Warstwy te muszą być od góry skutecznie ograniczone formacjami nieprzepuszczalnymi, odizolowane od rejonów wodonośnych, mieć odpowiednią porowatość (chłonność) oraz przenikalność do przyjęcia określonej ilości odpadów, a także być zlokalizowane poza obszarami o aktywności sejsmicznej.
Zatłaczanie głębinowe stosowane jest od lat 60. XX wieku, głównie w Stanach Zjednoczonych (zapoczątkowały to m.in. koncerny Stanfler i DuPont), a korzysta z niego przede wszystkim przemysł chemiczny, naftowy, a także górnictwo i rolnictwo. Metoda jest o około 20% tańsza od składowania odpadów na powierzchni ziemi lub ich neutralizacji. Wymaga rygorystycznego procesu kontrolowania instalacji zatłaczających. Jedną z zalet zatłaczania jest możliwość odzyskania odpadów w przyszłości (jako surowców), ponieważ wiadomo gdzie są zlokalizowane, a dzięki instalacjom można je odpompować.
W Polsce pierwsze eksperymenty z zatłaczaniem głębinowym zasolonych wód kopalnianych przeprowadzały kopalnie węgla kamiennego Piast, Jaworzno i Silesia.